# Gryllotalpidae
I Grillotalpidi (Gryllotalpidae Leach, 1815) sono una famiglia di insetti ortotteri del sottordine Ensifera.

## Descrizione
Questi insetti hanno un corpo molto robusto, di colore bruno, cilindrico e coperto da una corta pubescenza vellutata. Il capo, munito di occhi piccoli e antenne corte, è più stretto del torace. Il protorace è massiccio, protetto da uno scudo chitinoso. Le zampe sono corte e massicce, specialmente quelle anteriori, munite persino di denti da scavo (zampe fossorie).

## Biologia
Sono insetti fossori, che conducono la loro esistenza sottoterra.
Sono polifagi, ma non disdegnano larve di altri insetti, quando le trovano.

## Distribuzione e habitat

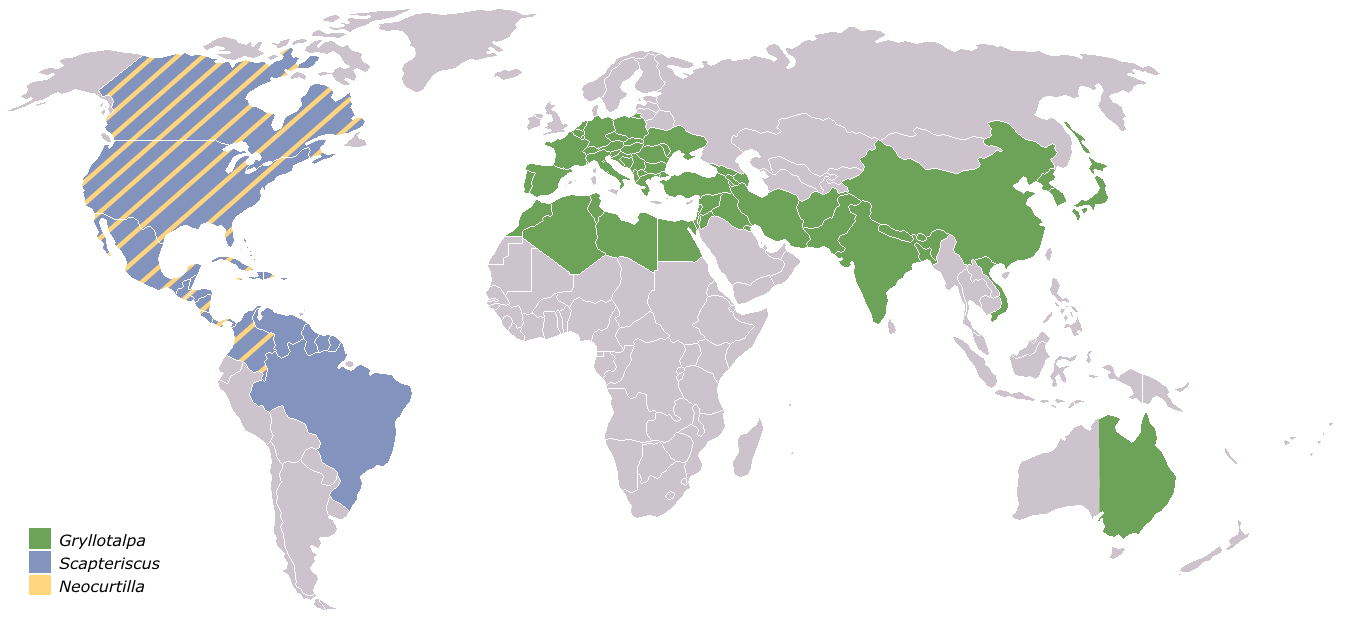
Areali dei generi Gryllotalpa,
Neocurtilla e Scapteriscus

La famiglia è presente in tutti i continenti esclusa l'Antartide.

## Tassonomia
La famiglia comprende i seguenti generi:
- sottofamiglia Gryllotalpinae Leach, 1815
  - Gryllotalpa Latreille, 1802
  - Gryllotalpella Rehn, 1917
  - Neocurtilla Kirby, 1906
  - Pterotriamescaptor Gorochov, 1992 †
  - Triamescaptor Tindale, 1928
- sottofamiglia Marchandiinae Gorochov, 2010 †
  - Archaeogryllotalpoides Martins-Neto, 1991 †
  - Cratotetraspinus Martins-Neto, 1997 †
  - Marchandia Perrichot, Neraudeau, Azar, Menier & Nel, 2002 †
  - Palaeoscapteriscops Martins-Neto, 1991 †
- sottofamiglia Scapteriscinae Zeuner, 1939
  - Indioscaptor Nickle, 2003
  - Scapteriscus Scudder, 1868